# مامادو دياو
مامادو دياو هو لاعب كرة قدم سنغالي، ولد في 2 يناير 2001.

## وصلات خارجية
- مامادو دياو على موقع اتحاد النرويج (النرويجية)
- مامادو دياو على موقع قاعدة بيانات كرة القدم.إي يو (الإنجليزية)
- مامادو دياو على موقع Soccerway.com (الإنجليزية)